# Wzmacniacz ze sprzężeniem zwrotnym

Model wzmacniacza z idealnym, ujemnym sprzężeniem zwrotnym.

Wzmacniacz ze sprzężeniem zwrotnym – wzmacniacz, który dodaje pewną część sygnału wyjściowego do sygnału wejściowego, dzięki czemu sprzężenie zwrotne przeciwstawia się działaniu sygnału oryginalnego. Stosując taki wzmacniacz, uzyskuje się lepsze parametry (stabilność wzmocnienia, liniowość, kształt charakterystyki częstotliwościowej i charakterystyki czasowej) i redukuje się wrażliwość na zmiany parametrów wynikające z technologii produkcji i wpływu środowiska. Z uwagi na powyższe zalety wzmacniacz z (ujemnym) sprzężeniem zwrotnym stosuje się powszechnie w wielu układach wzmacniających i w urządzeniach automatyki.
Wzmacniacz ze sprzężeniem zwrotnym jest układem składającym się z trzech elementów (patrz ilustracja obok):
1. wzmacniacz ze wzmocnieniem {\displaystyle A_{\text{OL}},}
2. układ tłumiący – w postaci sprzężenia zwrotnego – ze stałą {\displaystyle \beta <1,}
3. obwód sumatora, który działa jak układ odejmowania (kółeczko na ilustracji).

Jedynym elementem wymaganym układu jest wzmacniacz, pozostałe są opcjonalne i mogą być w niektórych przypadkach pominięte. Na przykład w rozwiązaniach ze wspólnym kolektorem dwa ostatnie elementy nie są konieczne.

## Rys historyczny
We wczesnych latach 20. XX wieku problem wzmocnienia stał się poważną przeszkodą w dalszym rozwoju telefonii pomiędzy odległymi punktami. W początkach XX wieku rozpoczęto instalacje linii telefonicznych łączących odległe punkty. Funkcjonowanie takich linii nękane było jednak różnymi problemami. Głównym z nich, który pojawił się podczas rozwoju systemów komunikacji masowej rozciągających się na znaczne odległości, była potrzeba okresowego wzmacniania sygnału głosu w długich liniach telefonicznych. Niestety, jeśli nie zastosuje się w takim przypadku odpowiedniego podejścia, nie tylko wzmacniana jest informacja, ale też i szum, dlatego pierwszorzędne znaczenie mają projekty odpowiednich wzmacniaczy regenerujących.
Wzmacniacze oparte na lampach elektronowych połączone w tandem cierpiały z powodu zniekształceń i niestabilności. Wzmocnienie wzmacniaczy zmieniało się wraz z różnymi parametrami, takimi jak starzenie się, temperatura itd. i z uwagi na nieliniowości lamp elektronowych wprowadzało zniekształcenia w systemach wielokanałowych.
Ulepszenia w projektach kabli i wykorzystanie obciążenia impedancji pozwoliło na wydłużenie linii, poprzez którą mogła odbywać się transmisja bez potrzeby wzmocnienia. Jednak usługi międzykontynentalne w Stanach Zjednoczonych musiały wykorzystywać wzmacniacze. Repeatery telefoniczne oparte na elektronicznym wzmocnieniu sygnału były już w użyciu około 1920 roku, ale zniekształcenia jakie wnosiły ograniczały ich maksymalną ilość przy zastosowaniu szeregowym. Wzmagający się ruch w sieci także powodował problemy, gdyż wymuszał powiększanie pasma linii, co skutkowało przy transmisji zwiększoną utratą sygnału. Problem projektowy polegał na tym, by wprowadzić do systemu przesunięcie fazowe dla właściwych częstotliwości.
We wczesnych latach 20. XX wieku Harold Stephen Black (1898–1983) pracował dla Laboratoriów Bella, projektując wzmacniacze dla telefonii międzykontynentalnej, zajął się powyższym problemem. Zmagał się z nim przez kilka lat, aż w końcu, w drodze do pracy, przepływając promem przez rzekę Hudson z New Jersey do Nowego Jorku 2 sierpnia 1927 roku w słynnej już dziś chwili „objawienia”, wpadł na pomysł zastosowania ujemnego sprzężenia zwrotnego. Nie mając na czym zapisać swoich myśli, wykonał szkic obwodu z pętlą ujemnego sprzężenia zwrotnego na niewłaściwie wydrukowanej stronie gazety „The New York Times”, odnotował datę i podpisał się. Black uświadomił sobie, że ujemne sprzężenie zwrotne może zmniejszyć zniekształcenia kosztem redukcji wzmocnienia ogólnego. Innymi słowy, jeśli część wzmocnienia wzmacniacza o wysokim współczynniku wzmocnienia poświęci się, zwracając przez pętlę sprzężenia część sygnału wyjściowego, to zniekształcenia wywołane szumem i dryftem komponentu ulegną zmniejszeniu.
W ten sposób Black w 1927 roku stworzył koncepcję stabilnych wzmacniaczy z ujemnym sprzężeniem zwrotnym – innymi słowy zademonstrował użyteczność sprzężenia zwrotnego do redukcji zniekształceń wzmacniaczy regenerujących.
Wynalazek miał więc miejsce w 1927 roku, a zgłoszenie patentowe w 1928 r., ale artykuł opisujący nową ideę opublikowano dopiero w 1934 roku (Stabilized Feedback Amplifiers). Pomysł Blacka wówczas był tak nieintuicyjny (wzmacniacz ze wzmocnieniem większym niż jeden mógł być stabilny), że patent wydano ze znacznym opóźnieniem. Biuro patentowe było bardzo sceptyczne, potraktowało ujemne sprzężenie zwrotne jak perpetuum mobile i żądało działającego prototypu. Po szeroko zakrojonych pracach, testy praktyczne w pełnej skali przeprowadzono w 1930 r., a w 1931 r. wzmacniacz taki zaczęto używać w firmie AT&T. Informacja o rozwiązaniu nie była publikowana w swobodnie dostępnej literaturze, aż do roku 1934, a patent ostatecznie przyznano dopiero w 1937 r.
Mervin J. Kelly (1894–1971) – amerykański fizyk, przewodniczący Laboratoriów Bella w latach 1951–1959 w 1957 powiedział o Blacku: Nie ma nic z przesady w stwierdzeniu, że bez wynalazku Blacka (wzmacniacza ze sprzężeniem zwrotnym) nie istniałyby ani telefonia pomiędzy odległymi punktami, ani sieci telewizyjne, które pokrywają nasz cały kraj, ani kablowa telefonia międzykontynentalna.
Przy praktycznym opracowywaniu wzmacniacza i badaniu jego zachowania Blackowi asystował Harry Nyquist. Black przekazał problem stabilności takiej pętli sprzężenia zwrotnego do swego kolegi z Laboratoriów Bella – Harry’ego Nyquista.